# Afobo
Afobo (in greco antico: Ἄφοβος?, Áphobos; fl. IV secolo a.C.) è stato un cittadino ateniese, cugino (figlio di una sorella del padre) di Demostene e suo tutore insieme a Demofonte e Terippide.
Fu nominato tutore di Demostene dal padre morente.
Dilapidò gran parte dei beni di Demostene che nel 366 a.C., raggiunta la maggiore età, iniziò una serie di processi contro di lui per recuperare il patrimonio.